# Teatro Dal Verme

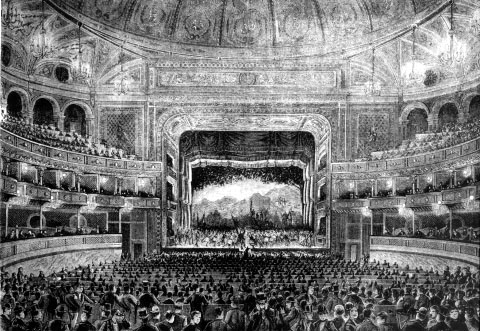
Innenansicht des Teatro Dal Verme, um 1875

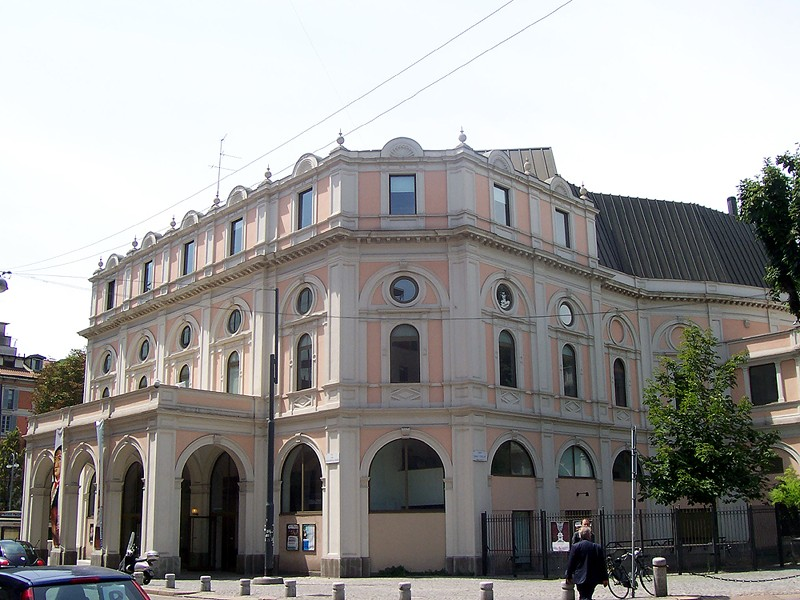
Das Teatro Dal Verme heute

Das Teatro Dal Verme ist ein Theater- und Opernhaus in Mailand, Italien.

## Geschichte
Das Teatro Dal Verme liegt an der Via San Giovanni sul Muro 2, wo sich früher das Theater Politeama Ciniselli befand. Das Opernhaus wurde von Count Francesco Dal Verme in Auftrag gegeben und von dem Architekten Giuseppe Pestagalli entworfen. Die Eröffnung fand am 14. September 1872 mit einer Aufführung der Oper Les Huguenots von Giacomo Meyerbeer statt. In der Blütezeit Ende des 19. bis Anfang des 20. Jahrhunderts zählte das Teatro Dal Verme zu den führenden Opernhäusern und war Ort zahlreicher Weltpremieren, u. a. von Giacomo Puccinis Le Villi (1884) und Ruggero Leoncavallos Oper Pagliacci (1892). In den 1930er Jahren wurde das Haus als Kino genutzt und während des Zweiten Weltkriegs größtenteils zerstört. Nach dem partiellen Wiederaufbau 1946 wurde das Teatro Dal Verme für verschiedene Zwecke genutzt. In den 1990er Jahren wurde das Gebäude modernisiert und verfügt heute über die „Sala Grande“ mit 1436 Sitzen, die kleinere „Sala Piccola“ mit etwa 200 Sitzen und den Ausstellungsraum „Sala Terrazzo“. Seit September 2001 wird das Teatro Dal Verme von der Fondazione I Pomeriggi Musicali geführt, deren Orchester es beherbergt.